# Aegostheta nigra
Aegostheta nigra är en skalbaggsart som beskrevs av Blanchard 1851. Aegostheta nigra ingår i släktet Aegostheta och familjen Melolonthidae. Inga underarter finns listade i Catalogue of Life.